# Cixi
L'imperatrice madre Cixi (IPA italiano: /ˈtʃiksi/; 慈禧太后T, Cíxǐ tàihòuP, Tze HsiW, IPA: [tsʰɹ̩̌.ɕì]; Pechino, 29 novembre 1835 – Pechino, 15 novembre 1908) è stata un'imperatrice cinese, concubina di Xianfeng e madre dell'erede al trono e reggente dell'Impero, de facto, per 47 anni: ebbe una grande influenza sulle vicende dello Stato, dimostrando un forte e autoritario temperamento.
Imperatrice del palazzo occidentale e imperatrice madre dopo la nascita di Tongzhi, Cixi esercitò più volte la reggenza dell'impero cinese tra il 1861 ed il 1908, e in particolare:
- 1861-1872 per suo figlio, l'imperatore minorenne Tongzhi, fino al raggiungimento della maturità;
- 1875-1889 per suo nipote, il giovane imperatore Guangxu, fino al conseguimento della maggiore età;
- 1898-1908, dopo aver fatto incarcerare il nipote Guangxu in seguito a un colpo di Stato.

Esercitò la reggenza formalmente con l'imperatrice vedova Ci'an, seconda consorte di Xianfeng e imperatrice del palazzo orientale (1861-1881).
Cixi è spesso conosciuta in Occidente come imperatrice vedova (rango spettante, invece, a Ci'an, seconda moglie dell'imperatore defunto), mentre il titolo corretto era quello di imperatrice madre (generò l'unico figlio del sovrano), come tutti i testi citati certificano.

## Biografia
Nata da una famiglia di contadini manciù poverissimi fu venduta dal padre ad un funzionario della capitale. Essendo manciù, vergine e di bellezza straordinaria, riuscì in giovane età a diventare concubina dell'imperatore Xianfeng (咸丰皇帝); madre del suo unico figlio maschio ancora in vita, Tongzhi (同治皇帝), riuscì a ottenere fosse nominato erede, così che, quando nel 1861 Xianfeng morì, essendo lui ancora un bambino, divenne reggente per suo conto con l'imperatrice vedova Ci'an (慈安太后) (1837-1881).
Le due imperatrici, consigliate dal fratello del defunto imperatore, mantennero tale incarico fino al 1873, quando quello raggiunse la maggiore età.
Appena due anni dopo, però, Tongzhi morì e Cixi violò la normale legge di successione nominando erede il figlio della sorella, il treenne Guangxu（光绪皇帝); le due imperatrici continuarono quindi ad esercitare la reggenza fino alla morte di Ci'an, nel 1881, quando Cixi divenne di fatto sovrana della Cina.
Quando Guangxu raggiunse la maturità, nel 1889, Cixi si ritirò in campagna, mantenendosi però costantemente informata grazie ad una rete di spie.
Dopo che la Cina fu sconfitta nella prima guerra sino-giapponese (1894-1895), Guangxu attuò le cosiddette "riforme dei cento giorni", che ebbero però vita breve proprio a causa di un colpo di Stato organizzato da Cixi, che la riportò al potere come reggente, confinando l'imperatore all'interno del palazzo.
L'anno seguente Cixi sostenne i promotori della rivolta dei Boxer, di stampo conservatore e antioccidentale. Quando le truppe straniere reagirono prendendo Pechino ed entrando addirittura nella Città Proibita, Cixi accettò le dure condizioni di pace. In seguito ella attuò le stesse riforme da lei precedentemente osteggiate e continuò a regnare, seppur con un potere decisamente indebolito, fino alla sua morte nel 1908. L'imperatore prigioniero Guangxu morì quando Cixi si trovava sul letto di morte, a quanto si dice per ordine dell'imperatrice.
Altre fonti più recenti però raccontano una storia diametralmente opposta, in cui Cixi fu sostenitrice di un sostanziale ammodernamento della Cina. Emarginata dalla presa del potere di Guangxu, non poté contrastare l'immobilismo in cui ricadde la Cina, che causò la prima invasione giapponese, disastrosa per l'economia cinese. In seguito ripreso un certo controllo fu lei a subire un tentativo di colpo di stato che prevedeva anche la sua uccisione, ma, pur sventandolo, i mandanti riuscirono a rifugiarsi in Giappone e a continuare la propaganda denigratoria. In sostanza lei non osteggiò mai le riforme e il progresso, ma cercò solamente di non svendere la Cina alle potenze straniere.
Il potere effettivo di Cixi fu maggiore di quello di un'altra grande regina a lei contemporanea, la regina Vittoria. Cixi ebbe una fortissima influenza sugli affari di stato anche nei periodi rimanenti in cui non esercitò di diritto la reggenza, e fu di fatto imperatrice assoluta per 47 anni fino al 1908, anno della sua morte. Cixi è anche ricordata per il suo patrocinio delle arti tra cui l'opera, e per aver fondato il giardino zoologico di Pechino nel 1906.

### Giovinezza
Le recenti biografie di Cixi affermano di solito che era la figlia di Huizheng (惠征), un mandarino manciù di basso grado appartenente al clan dei Yehe-Nara (Yehonala) ed attivo nella provincia dello Shanxi prima e di Anhui dopo. Sua madre, la moglie principale di Huizheng, si chiamava Fuca ed apparteneva allo stesso clan manciù.
Per quanto riguarda il luogo esatto di nascita di Cixi, si suppone che abbia vissuto gran parte della sua giovinezza nell'Anhui, dopo un breve periodo nello Shanxi, per poi trasferirsi a Pechino tra il tredicesimo ed il quindicesimo anno d'età. Secondo i biografi, suo padre fu licenziato dai pubblici uffici nel 1853 (a quell'epoca Cixi era già una concubina all'interno della Città Proibita) a quanto pare per non aver resistito alla ribellione Taiping nella provincia di Anhui e per aver abbandonato il suo posto. Alcuni biografi sostengono addirittura che suo padre venne decapitato per la sua diserzione.
Negli ultimi 20 anni, grazie alla maggiore apertura della società cinese, sono emerse nuove storie. Partendo da dichiarazioni effettuate da famiglie di agricoltori che vivevano vicino alla città di Changzhi (长治) nello Shanxi, il direttore dell'Ufficio di cronache locali della città di Changzhi, Liu Qi (刘奇), ha diretto una ricerca decennale i cui esiti sono stati pubblicati nel 1999 in un libro dal titolo "Decifrando il mistero della giovinezza di Cixi" (《揭开慈禧童年之谜》). Basato su 38 elementi di prova raccolti dalle famiglie di agricoltori locali così come da documenti storici, il lavoro è un contributo clamoroso alla storia di Cixi che sfata anche molti luoghi comuni. La ricerca di Liu Qi è stata ciononostante accolta e ritenuta accurata da una parte significativa della comunità degli storici cinesi, ed ha ottenuto il premio dell'Istituto di Ricerca Artistica della Repubblica Popolare Cinese nel 1999.
In base alle scoperte di Liu Qi, Cixi nacque nel 1835 nel villaggio di Xipo (西坡村), ubicato all'interno della municipalità di Beicheng (北呈乡), nella provincia di Changzhi (长治县), che dipendeva dalla prefettura di Changzhi (长治市, allora nota come 潞安府 o prefettura di Lu'an) nella provincia dello Shanxi. Il villaggio di Xipo si trova a circa 20 km dal centro di Changzhi. Sempre secondo questo studio, Cixi nacque in una famiglia di contadini cinesi han, la famiglia Wang, e venne chiamata Xiaoqian (il suo nome completo fu quindi Wang Xiaoqian o 王小謙). Ella rimase presto orfana di madre, ed a causa dell'estrema povertà della famiglia la piccola Cixi venne venduta da suo padre all'età di quattro anni a Song Siyuan (宋四元), un contadino proveniente dal vicino paese di Shangqin (上秦村), nella municipalità di Haojiazhuang (郝家庄乡), nella provincia di Changzhi. La vendita di bambini era un fatto comune tra le famiglie indigenti della Cina del XIX secolo.
Nella famiglia Song, Cixi ottenne un nuovo nome, Ling'e, cosicché il suo nome completo divenne Song Ling'e (宋齡娥). Cixi visse con la famiglia Song fino all'adolescenza, finché un peggioramento delle condizioni economiche della famiglia indussero il padre adottivo Song Siyuan a vendere la bambina dodicenne al prefetto di Lu'an, il mandarino di nome Huizheng sopra menzionato. Huizheng acquistò la bambina per farne una serva domestica, ma ben presto la bellezza di Cixi lo indusse ad adottarla, diventando parte del clan Yehe-Nara. Cixi ottenne dalla nuova famiglia il nome di Yulan (玉蘭, "orchidea di giada", abbreviato in Lanr o 蘭兒, "orchidea"). Nelle occasioni formali divenne invece nota come Dama Yehenara.

### Nomi

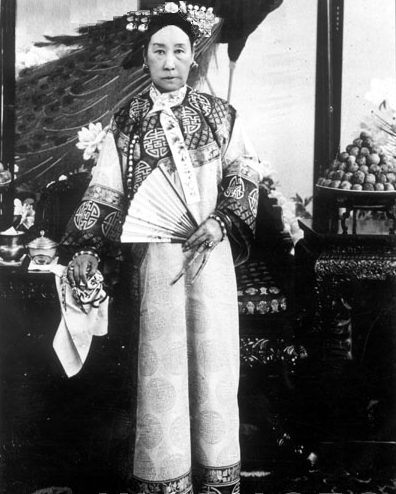
L'imperatrice madre Cíxǐ

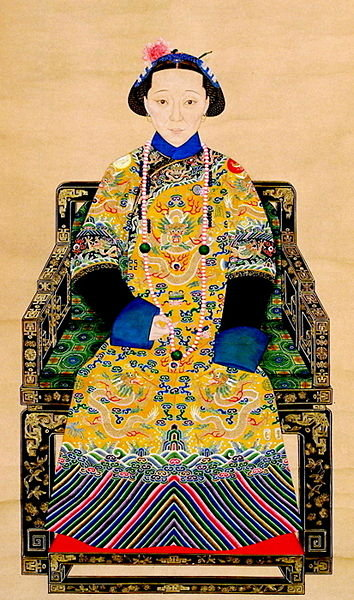
L'imperatrice vedova Ci'an

Cixi ebbe diversi nomi nei differenti periodi della sua vita, cosa che può generare confusione, soprattutto considerando la scarsa conoscenza della lingua cinese da parte di numerosi suoi biografi occidentali.
Il nome di Cixi alla nascita è tuttora ignoto. Oltre ai già menzionati nomi attribuiti in gioventù, occorre parlare dei nomi e dei titoli cerimoniali avuti dal suo arrivo alla corte imperiale in poi. Al momento del suo ingresso nella Città Proibita, Cixi fu registrata come "Yehenara, figlia di Huizheng" (惠征). Fu quindi chiamata col nome del suo clan, gli Yehe-Nara, come era uso per le ragazze manciù. Cixi fu una donna molto riservata e raramente parlò della sua infanzia. Dopo essere salita al potere, l'intera sua vita precedente all'ingresso a palazzo divenne un tabù, cosicché ogni notizia riguardo al suo nome originale e alla sua giovinezza è andata perduta.
Quando entrò per la prima volta nella Città Proibita nel settembre 1851 (o giugno 1852, a seconda delle fonti), Cixi divenne una concubina di quinto grado (貴人) e le fu dato il nome Lan (蘭, "orchidea"). Il suo nome completo fu quindi "concubina di quinto grado Lan" (蘭貴人).
Alla fine di dicembre 1854 o all'inizio di gennaio 1855 fu promossa a concubina di quarto grado (嬪) e il suo nome fu mutato in Yi (懿, "virtuosa"), cosicché il nome completo divenne "concubina di quarto grado Yi" (懿嬪). Il 27 aprile 1856 diede alla luce un figlio, l'unico discendente dell'imperatore Xianfeng (l'imperatrice consorte non era riuscita a generare un erede per l'imperatore), e fu immediatamente promossa a "concubina di terzo grado Yi" (懿妃). Nel febbraio 1857 fu elevata un'altra volta, a "concubina di secondo grado Yi" (懿貴妃).
Verso la fine di agosto del 1861, in seguito alla morte dell'imperatore Xianfeng, all'età di soli cinque anni il figlio di Cixi divenne l'imperatore Tongzhi. Cixi ebbe il privilegio di essere nominata "santa madre imperatrice vedova" (聖母皇太后), pur non essendo stata l'imperatrice consorte quando l'imperatore Xianfeng era vivo, solo in quanto era la madre biologica dell'imperatore fanciullo Tongzhi. Fu in quel momento che le venne dato l'appellativo onorifico Cixi (慈禧, "materna e fausta") con cui da allora viene sempre ricordata. La precedente imperatrice consorte divenne invece "imperatrice madre e imperatrice vedova" (母后皇太后), un titolo sovraordinato a Cixi, e le fu dato l'appellativo onorifico Ci'an ("materna e tranquillizzante"). Dato che Cixi dimorava nella parte occidentale della Città Proibita, venne chiamata popolarmente "imperatrice del palazzo occidentale", mentre Ci'an, che abitava la parte orientale, fu denominata "imperatrice del palazzo orientale".
A partire dal 1861, in numerose occasioni vennero attribuiti a Cixi nomi onorifici addizionali, come era consuetudine per gli imperatori e le imperatrici. Alla sua morte il suo nome ufficiale era "l'attuale santa madre imperatrice madre Cixi Duanyou Kangyi Zhaoyu Zhuangcheng Shougong Qinxian Chongxi dell'impero del Grande Qing" (大清國當今慈禧端佑康頤昭豫莊誠壽恭欽獻崇熙聖母皇太后), abbreviabile in "l'attuale santa madre imperatrice madre dell'impero del Grande Qing" (大清國當今聖母皇太后).
Allo stesso tempo, Cixi era altresì appellata come "venerabile Buddha" (老佛爺, letteralmente "Maestro vecchio Buddha"). Non si trattava di un titolo appositamente confezionato per lei, come spesso erroneamente sostenuto dai biografi occidentali, ma di un appellativo ufficiale utilizzato per tutti gli imperatori della dinastia Qing, che erano devoti buddhisti. Cixi amava essere trattata come se fosse un uomo, ed insistette affinché i suoi sottomessi le rivolgessero la parola usando parole riservate agli uomini. Quale sovrano di fatto della Cina era riverita nelle occasioni ufficiali e secondo il cerimoniale con la frase "lunga vita all'imperatrice vedova per diecimila anni", usata convenzionalmente solo per gli imperatori in quanto le imperatrici vedove normalmente dovevano accontentarsi di un augurio di "mille anni di lunga vita".
Alla sua morte nel 1908, a Cixi fu assegnato un nome postumo che fondeva i suoi nomi onorifici con altri nuovi appositamente creati per l'occasione: "imperatrice Xiaoqin Cixi Duanyou Kangyi Zhaoyu Zhuangcheng Shougong Qinxian Chongxi Peitian Xingsheng Xian" (孝欽慈禧端佑康頤昭豫莊誠壽恭欽獻崇熙配天興聖顯皇后), la cui forma abbreviata è "imperatrice Xiaoqin Xian" (孝欽顯皇后). Il nome per esteso è quello che ancora oggi è leggibile sulla tomba di Cixi.

### La strada verso il potere

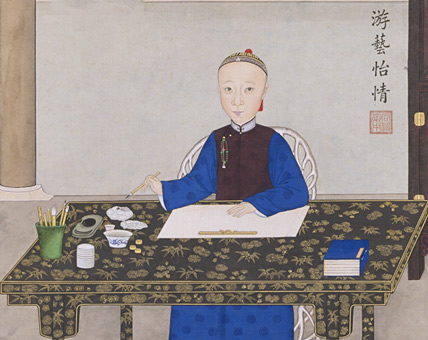
Tongzhi (1856-1875), figlio di Cixi

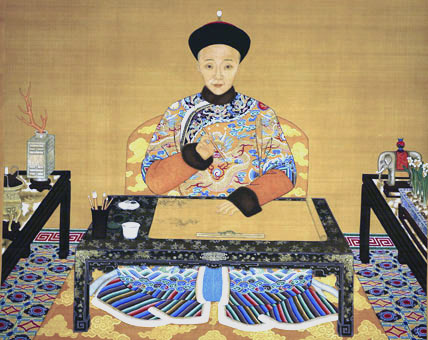
Xianfeng, di cui Cixi fu la concubina

La giovane Yehenara fu registrata dai suoi genitori presso la corte imperiale, come era richiesto per tutte le ragazze manciù dell'impero al fine di tenere elenchi di potenziali concubine per l'imperatore. Nel settembre 1851 (o giugno 1852, a seconda delle fonti) venne convocata presso la Città Proibita con altre conterranee per essere sottoposta ad una selezione di concubine per il nuovo imperatore Xianfeng, sotto la supervisione della concubina vedova Kangci (康慈皇貴太妃) (1812-1855).
La giovane Yehenara fu una delle poche ragazze selezionate da Kangci in quell'occasione. La concubina vedova Kangci era tra le concubine superstiti del defunto imperatore Daoguang la più alta in grado, e quindi la donna dallo status più elevato nell'intera Città Proibita. Era la madre ufficiale, ancorché non biologica, dell'imperatore Xianfeng. Nel 1840, alla morte della madre biologica di Xianfeng, l'imperatrice Xiaoquan Cheng (孝全成皇后), l'allora concubina di primo grado Jing (靜皇貴妃) aveva allevato il ragazzo di 8 anni, e quando nel 1850 (alla morte dell'imperatore Daoguang) quest'ultimo era divenuto l'imperatore Xianfeng, ella era diventata la concubina vedova Kangci. Perciò ella aveva l'incarico di selezionare l'imperatrice e le concubine dell'imperatore Xianfeng. La concubina vedova Kangci era anche la madre biologica del principe Gong (恭親王), che avrebbe svolto un ruolo importante negli anni a venire.
Il 27 aprile 1856 Yehenara, allora concubina del quarto grado Yi, diede alla luce un figlio, l'unico dell'imperatore Xianfeng, che divenne l'erede al trono e in seguito imperatore Tongzhi. Grazie a questo fausto evento lo status di Yehenara all'interno della Città Proibita cambiò drasticamente, e la concubina divenne la seconda donna in ordine di grado nel palazzo, seconda solamente all'imperatrice consorte (più tardi nota col nome di imperatrice vedova Ci'an).
Il 22 agosto 1861, all'indomani della seconda guerra dell'oppio, l'imperatore Xianfeng morì presso il palazzo di Rehe (熱河行宫) nel Jehol (ora Chengde), 230 km a nordest di Pechino, dove la corte imperiale si era ritirata. Il suo erede, il figlio della dama Yehenara, aveva allora solo cinque anni. Nonostante molti ritengano che Yehenara attuò un colpo di Stato per piazzare il proprio figlio sul trono, in realtà una tale operazione sarebbe stata troppo ardua da compiere a causa della complessità del cerimoniale della corte, e a maggior ragione se intrapresa da una donna. Inoltre, quando l'imperatore era sul letto di morte, per ordine dei suoi consiglieri - soprattutto Su Shun - non gli era permesso di vedere nessun altro all'infuori degli ufficiali.
Yehenara riuscì tuttavia ad entrare nelle stanze dell'imperatore portandosi dietro il figlio di pochi anni. Sperando che l'imperatore passasse a nominare il proprio erede (secondo la tradizione manciù il diritto a regnare sorgeva per investitura e non per primogenitura), Yehenara piazzò il figlio a lato del padre e chiese quale sarebbe stato il prossimo imperatore; l'imperatore morente nominò quindi prossimo imperatore il figlio e reggenti le due madri. Gli ufficiali udirono l'investitura a reggenti delle madri, ma Su Shun trattenne uno dei sigilli imperiali e diede l'altro alle imperatrici. Per i successivi mesi Su fu osteggiato dalle imperatrici, che erano consigliate dal principe Kung. Ad un certo punto Su ordinò la sospensione degli alimenti per gli appartamenti delle sovrane per quattro giorni, ma quando tutto fu passato le imperatrici lo fecero incarcerare e decapitare. Da questo momento Yehenara si fece chiamare imperatrice madre Cixi, diventando coreggente assieme all'imperatrice vedova Ci'an, quest'ultima molto meno politicamente coinvolta. Le due donne governarono letteralmente da dietro le quinte, in quanto il cerimoniale prevedeva che le reggenti, ambedue donne, presenziassero alle udienze imperiali dietro una tenda. Cixi governò da quel momento in poi la Cina per lunghi periodi dal 1861 al 1908.

### La reggenza sotto Tongzhi

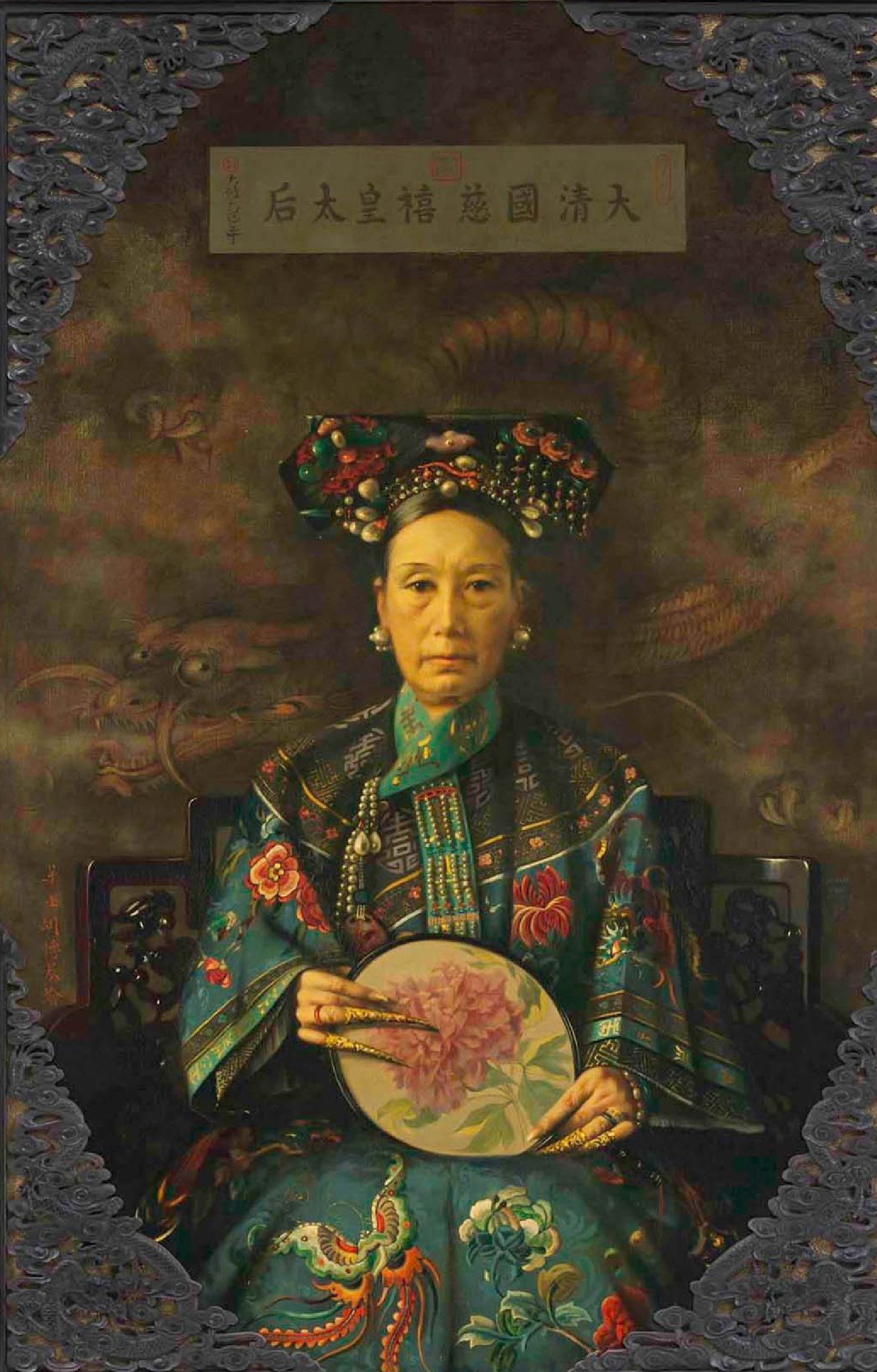
Ritratto di Cixi, 1903 (Hubert Vos)

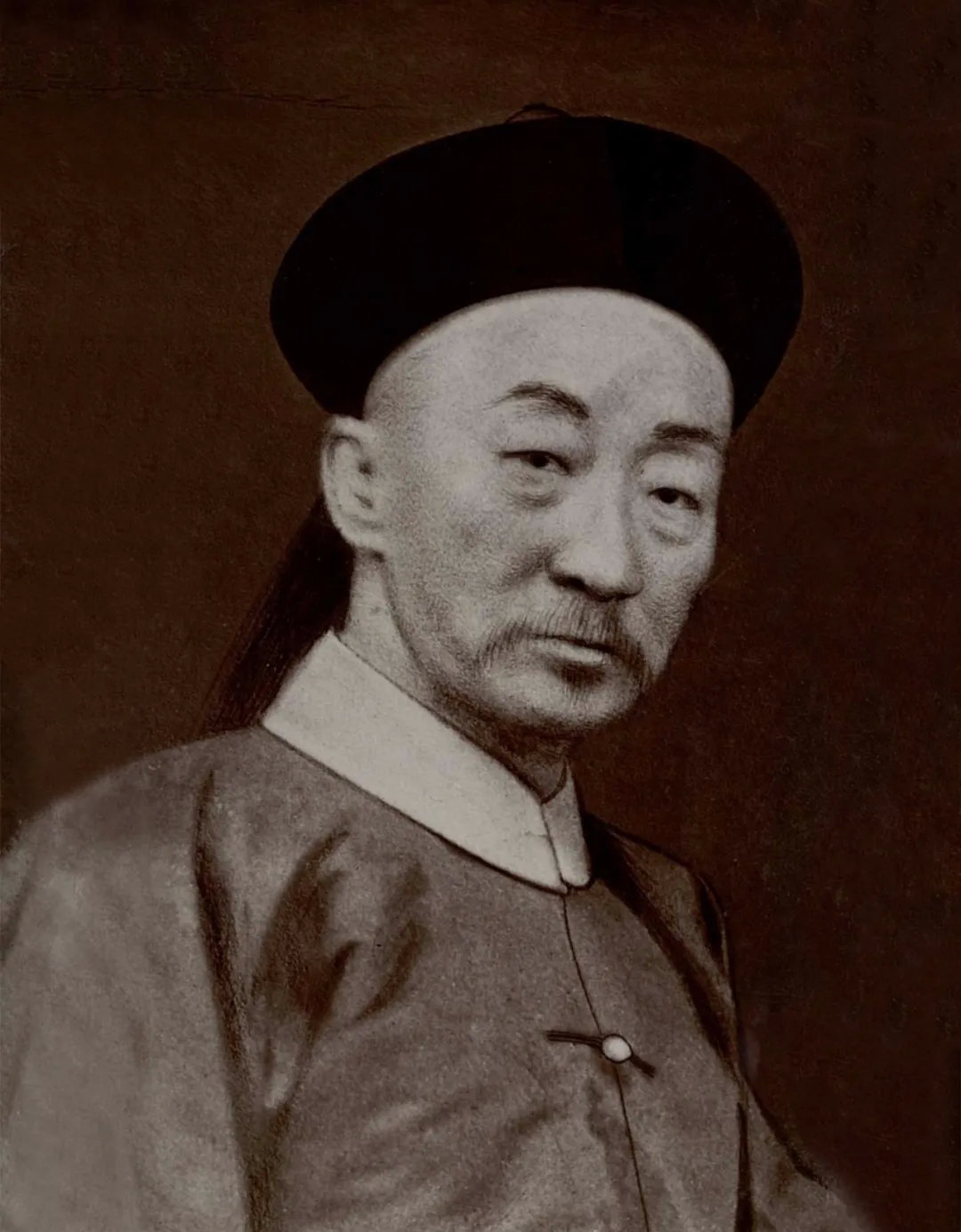
Il consigliere politico Ronglu

Per i successivi 47 anni fino alla sua morte nel 1908 Cixi assunse la reggenza dell'impero del Grande Qing, assieme alla coreggente Ci'an, prima durante la minore età dell'imperatore Tongzhi, poi durante la minore età dell'imperatore Guangxu in seguito alla prematura scomparsa di Tongzhi nel gennaio 1875. Nonostante Ci'an fosse in teoria sovraordinata a lei, Cixi fu l'effettiva governante della Cina. Ci'an intervenne raramente in questioni politiche, ma manifestò la sua volontà con interferenze nella politica di Cixi nel 1869.
Il temutissimo grande eunuco della corte imperiale An Dehai (安德海), stretto confidente di Cixi e suo inviato nella Cina meridionale, imperversò nel frattempo per la provincia dello Shandong, estorcendo denaro dalla popolazione. La faccenda destò grande scalpore quando fu denunciata a corte dal governatore dello Shandong, e per ordine di Ci'an il grande eunuco fu giustiziato. L'esecuzione di quella che era stata la figura di maggior potere presso la corte imperiale fino a quel momento fu fortemente deprecata da Cixi. L'imperatrice aveva, però, un fedelissimo consigliere che colmò di onori e importanti cariche, il cugino, generale e statista Ronglu (1836-1903).
La maggioranza della popolazione cinese odierna considerava Cixi come una donna ambiziosa e assetata di potere, che teneva in pugno l'ingenua Ci'an governando di fatto come monarca assoluta. Tuttavia alcuni storici hanno scoperto una realtà molto differente, ossia che Cixi fu una donna intelligente e risoluta che fu sempre pronta a sacrificarsi per fronteggiare le complesse problematiche della Cina dell'epoca, mentre Ci'an avrebbe preferito indulgere in una vita di comodità e piaceri all'interno della Città Proibita, disinteressandosi delle responsabilità di governo. Come spesso accade, la verità probabilmente risiede nel mezzo di queste valutazioni antitetiche.

### La conquista del potere assoluto
L'imperatrice vedova Ci'an morì improvvisamente l'8 aprile 1881 durante un'udienza a corte. Le voci secondo cui la sua improvvisa morte dopo una vita in perfetta salute fu dovuta ad avvelenamento da parte di Cixi sono sorte oltre 60 anni dopo l'evento. A quel tempo Cixi giaceva inoltre malata, con una patologia epatica che la costrinse a letto per due anni. Ad ogni modo la morte dell'imperatrice vedova Ci'an rese l'imperatrice Cixi unica reggente e unica titolare del potere assoluto.

### La crisi con Guangxu
Il raggiungimento dei diciassette anni di età di Guangxu avrebbe determinato la decadenza di Cixi dai propri poteri. Il primo principe Chun tuttavia insistette che Cixi proseguisse con la reggenza.

### Sguardo d'insieme sulla politica

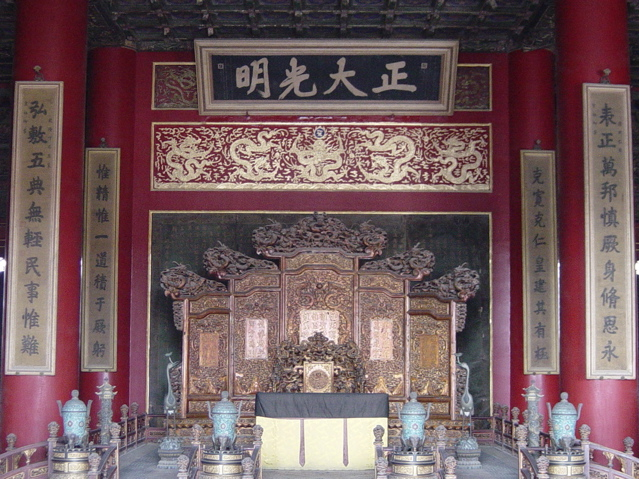
Il trono imperiale nella Città proibita

Pur mirando ad un rafforzamento della Cina attraverso una debole e regionalizzata crescita industriale e militare, Cixi si oppose ad ogni tentativo di modernizzazione politica, mettendo in atto un colpo di Stato il 21 settembre 1898 per neutralizzare la cosiddetta "riforma dei cento giorni" intrapresa dall'imperatore Guangxu. Del pari si oppose alla creazione di un esercito e di una marina nazionali.
Il contributo di Cixi alla crescita cinese fu alquanto contraddittorio. Mentre sostenne la modernizzazione economica e militare, approvando la costruzione di ferrovie ed industrie ed incoraggiando l'uso di armi e tattiche occidentali, per il suo 60º compleanno (1895) fu anche capace di spendere in festeggiamenti l'astronomica cifra di 30 milioni di tael d'argento, che in teoria erano destinati alla costruzione di dieci nuove navi da guerra. Il fatto fu ancor più sconsiderato se si considera che nella prima guerra sino-giapponese del 1894 la marina cinese aveva appena perso gran parte del proprio naviglio da guerra e necessitava di rimpiazzi urgenti.
Nel 1900, il sostegno di Cixi allo sviluppo cinese fu posto nuovamente in discussione quando la rivolta antioccidentale dei Boxer scoppiò nel nord del paese. Mirando a preservare i valori cinesi tradizionali, Cixi sposò con un comunicato ufficiale la causa dei ribelli. La reazione occidentale non si fece attendere e nel giro di breve tempo un'alleanza di otto nazioni intraprese una spedizione in Cina, dove ebbe facilmente ragione del mal equipaggiato esercito cinese. Le truppe occidentali marciarono su Pechino ed entrarono addirittura nella Città Proibita, mentre Cixi fuggiva dalla città travestita da contadina. Le potenze europee imposero quindi un trattato umiliante alla Cina, ponendo le basi di una presenza militare internazionale nel paese e stabilendo un risarcimento di 67 milioni di sterline, che non fu mai del tutto pagato.
Cixi morì il 15 novembre 1908, un giorno dopo aver nominato Pu Yi nuovo imperatore della dinastia Qing. Il 14 novembre 1908, il giorno precedente, morì Guangxu, e Cixi, divenuta grand'imperatrice vedova, designò Pu Yi come successore, per poi lasciargli il trono poco prima della sua morte.

### La tomba di Cixi

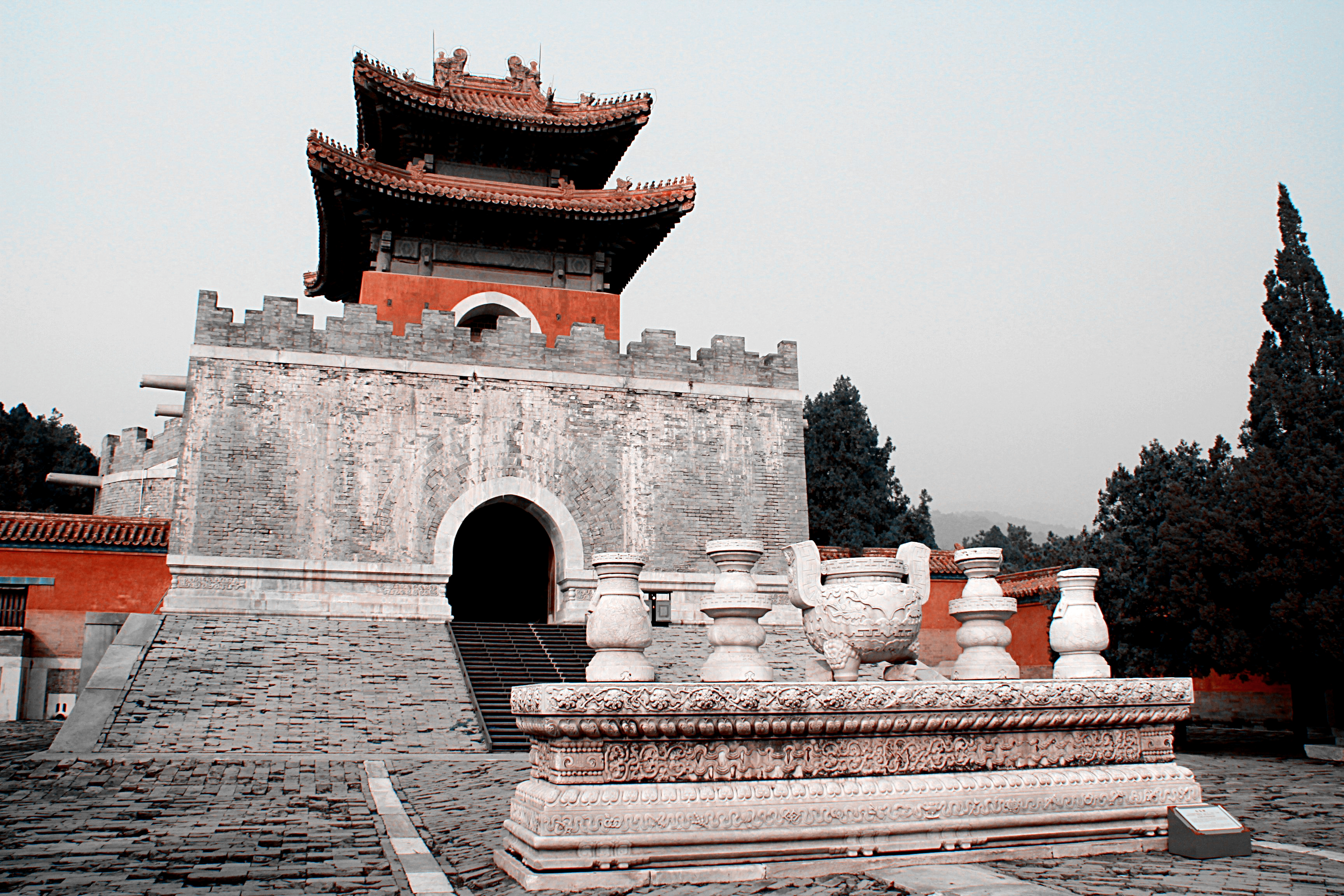
Esterno del mausoleo di Cixi

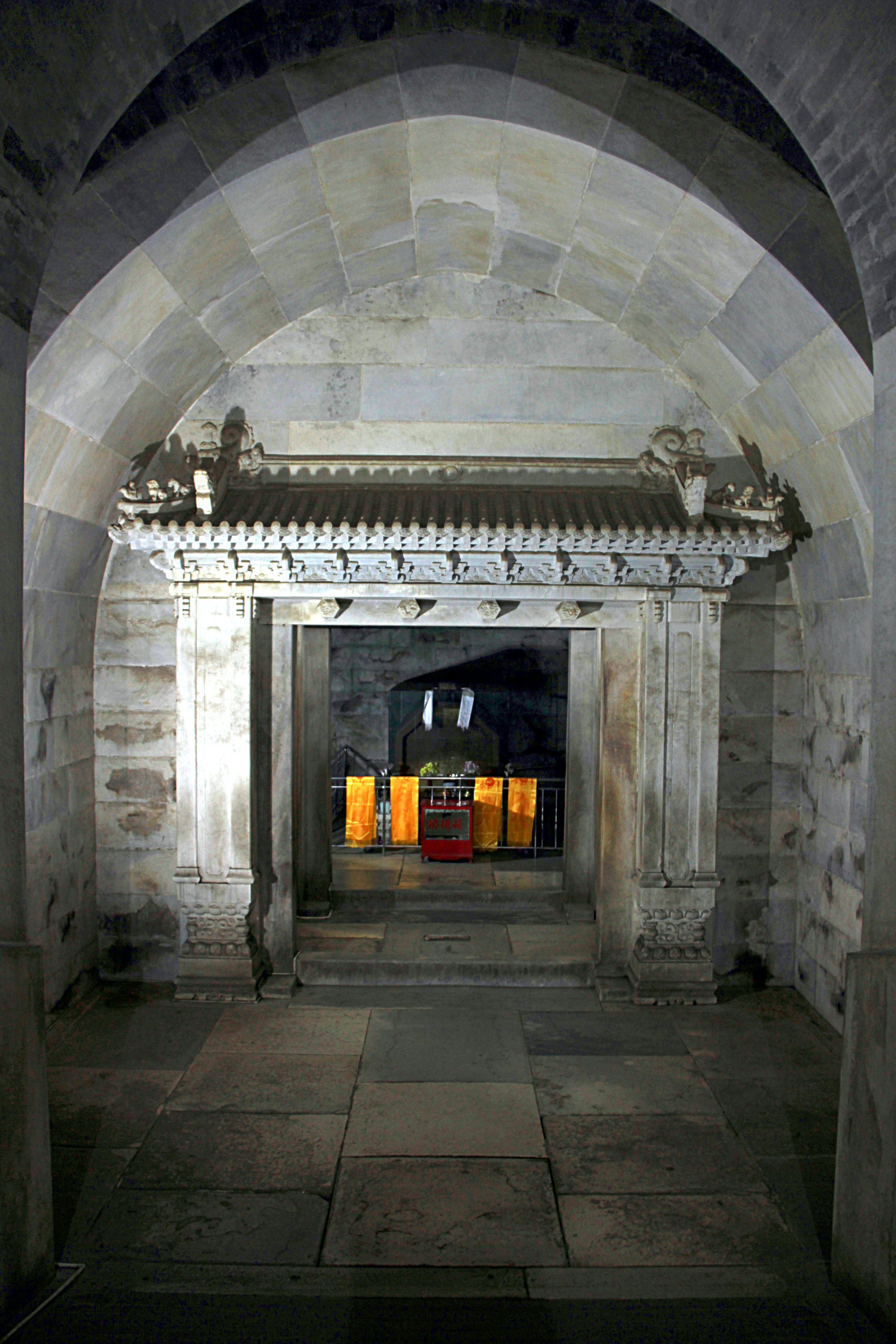
Tomba dell'imperatrice madre Cixi

L'imperatrice Cixi è stata sepolta tra le Tombe Qing orientali (清東陵), 125 km ad est di Pechino, nel complesso funerario di Dingdongling (定東陵, letteralmente "tombe ad est della tomba Dingling") assieme all'imperatrice vedova Ci'an. Più precisamente, Ci'an riposa nel Puxiangyu Dingdongling (普祥峪定東陵, letteralmente "tomba ad est della tomba Dingling nella valle del largo buon auspicio"), mentre Cixi fece costruire per sé il ben maggiore Putuoyu Dingdongling (菩陀峪定東陵) (letteralmente "tomba ad est della tomba Dingling nella valle di Putuo").
La tomba Dingling (letteralmente: la "tomba della quiete") è la tomba dell'imperatore Xianfeng, il marito di Ci'an e Cixi, che è ubicata effettivamente ad ovest del Dingdongling. La Valle di Putuo deve il suo nome al Monte Putuo, ai piedi del quale il Dingdongling è ubicato.
Cixi, insoddisfatta della sua tomba, ne ordinò la distruzione e riedificazione nel 1895. La nuova tomba è un imponente e lussuoso complesso di templi, porte e padiglioni ricoperti di foglie d'oro e di ornamenti pensili d'oro e di bronzo: un grande e decorato torrione rende solenne l'insieme.
Nel luglio 1928, la tomba di Cixi fu occupata dal signore della guerra e generale del Kuomintang Sun Dianying (孫殿英) e dal suo esercito, che spogliò sistematicamente il complesso dei suoi preziosi ornamenti. L'ingresso al sepolcro fu aperto con la dinamite e la tomba venne scoperchiata; la salma di Cixi (che si dice sia stata trovata intatta) fu rovesciata sul suolo e la tomba venne depredata di tutti i gioielli in essa contenuti, tra cui una grossa perla che - in ossequio alla tradizione cinese - era stata posta in bocca a Cixi per impedirne la decomposizione. Si dice che la grande perla sulla corona di Cixi sia stata regalata da Sun Dianying al leader del Kuomintang Chiang Kai-shek e che sia finita ad ornare le scarpe di gala della moglie di quest'ultimo, Soong May-ling.
Pu Yi fece riseppellire i resti di Cixi. Il Mausoleo Orientale insieme ad altre tombe imperiali delle dinastie Ming e Qing sono ora protetti legalmente dai governi centrali e locali e sono stati messi in atto sistemi di protezione e gestione per migliorare la conservazione e la gestione delle tombe, dichiarate Patrimonio dell'umanità.

## Giudizio storico
L'opinione tradizionale è che Cixi fu una dispotica regnante che si aggrappò sempre più fermamente al potere imperiale man mano che questo declinava. Tre anni dopo la sua morte, la dinastia Qing fu rovesciata dalla rivoluzione Xinhai.
Tuttavia alcuni autori, come Sterling Seagrave nella sua biografia The Dragon Lady, offrono una visione più positiva di Cixi, sostenendo che sia stata oggetto di malignità e che a ben vedere le sue azioni furono ragionevoli risposte ai problemi che in quel tempo la Cina stava affrontando. Un altro ritratto benigno può essere trovato nel romanzo storico di Anchee Min Empress Orchid (2004).
Il lavoro televisivo Verso la Repubblica (走向共和), prodotto dalla rete di stato cinese, ha rappresentato Cixi (seppure con alcune riserve) come una governante capace, fatto sensazionale nella storia dell'emittente della Repubblica Popolare Cinese, nonostante le idee di Cixi fossero pacificamente conservatrici. Nel considerare la sua nomea di despota va in ogni caso preso in considerazione che la tradizionale e diffusa mentalità confuciana di allora trattava con diffidenza le donne ed in particolare le donne dotate di potere (un trattamento non dissimile fu riservato all'imperatrice Wu della dinastia Tang).

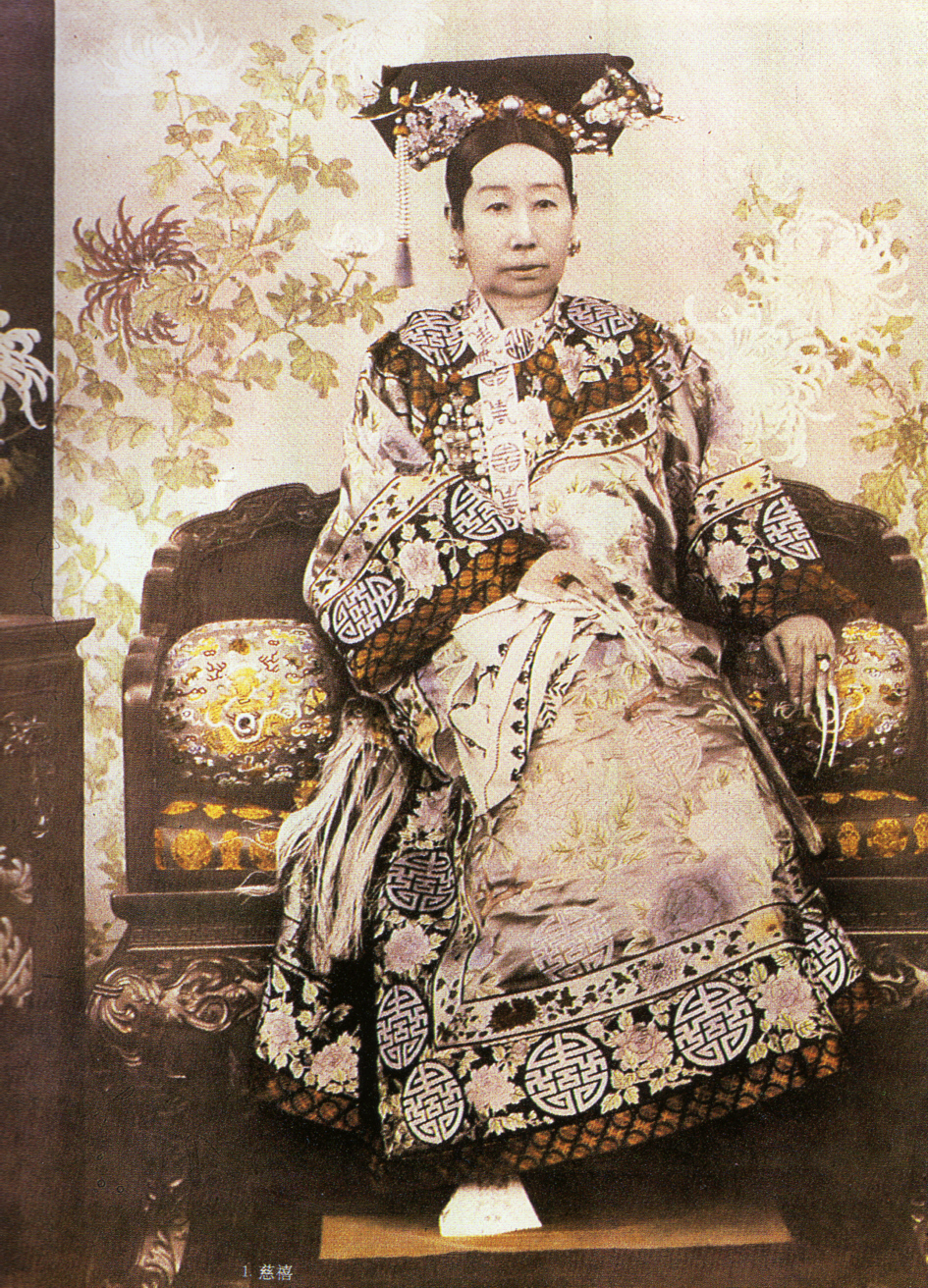
Cixi aveva una "grande presenza, charme e una grazia nei movimenti che la rendevano insolitamente attraente" —— Katherine Carl

Il romanzo "Imperial Woman" di Pearl S. Buck racconta la vita dell'imperatrice madre dal momento della sua selezione come concubina a poco prima della sua morte. Cixi è immaginata come una donna risoluta e motivata, alla difesa dei tradizionali modi di vita e di governo e in lotta con i cambiamenti introdotti dagli occidentali. Le azioni intraprese da Cixi per conto dei due imperatori bambini da lei cresciuti e le azioni di lei proprie sono tutte intese per il bene della sua gente e del suo paese.
Katherine Carl, una pittrice che trascorse dieci mesi a palazzo con l'imperatrice Cixi nel 1903 e che raffigurò quest'ultima per l'esposizione di Saint Louis, scrisse un libro sulla sua esperienza ("With the Empress Dowager", pubblicato nel 1905). Nell'introduzione al libro, Carl racconta di aver scritto il libro perché "subito dopo essere tornata in America, avevo sentito e letto continuamente nei giornali asserzioni a me attribuite che in realtà non avevo mai pronunciato."
Nel suo libro Carl descrisse l'imperatrice Cixi come una donna gentile e premurosa. Cixi era furba, ma aveva una grande presenza, charme e una grazia nei movimenti che la rendevano "insolitamente attraente." Cixi adorava i cani ed aveva un canile curato da eunuchi nel Palazzo d'Estate, dove vivevano "alcuni magnifici esemplari di carlini pechinesi e una specie di skye terrier." Non amava i gatti, ed alcuni eunuchi che ne possedevano alcuni dovettero ingabbiarli per evitare che si avvicinassero all'imperatrice. Cixi apprezzava invece i fiori ed il personale del Palazzo d'Estate ornava costantemente le stanze e i cortili con fiori freschi recisi.
L'imperatrice amava la lealtà e la esigeva dal suo seguito. Nel descrivere il personale di palazzo Carl scrive: "tra questi c'è una donna cinese che ha curato Sua Maestà attraverso una lunga infermità, per circa 25 anni, e le ha salvato la vita dandole da bere il suo latte materno. Sua Maestà, che non dimentica mai un favore, ha sempre tenuto questa donna a palazzo. Essendo cinese, le avevano fasciato i piedi. Sua Maestà, che non può sopportare di vederli neppure, glieli fece liberare e curare, fino a che ha ripreso a camminare comodamente. Sua Maestà ha educato il di lei figlio, che era un infante all'epoca della sua malattia ed al quale aveva sottratto un po' del nutrimento. Questo ragazzo è già segretario in un buon yamen (ufficio di governo)." Lo scritto dimostra l'autentico interesse della sovrana verso la persona che l'aveva curata. La descrizione dell'imperatrice vedova da parte di Carl conferma la validità del libro "L'imperatrice Cixi" ad opera di Jung Chang, nel quale l'autrice cerca di dare valore alla vera indole di Cixi, nel bene e nel male, che contrasta fortemente con l'immagine diffusa oggigiorno.
Cixi amava stare in barca sul lago del Palazzo d'Estate, passeggiare (o meglio farsi portare in portantina dagli eunuchi) attraverso i giardini e prati del palazzo ed assistere a rappresentazioni liriche nell'opera del Palazzo d'Estate. Cixi fumava pipe ad acqua cinesi così come sigarette europee, attraverso un bocchino. A 69 anni d'età Cixi era in una forma sufficientemente buona al punto che durante una visita dell'opera di palazzo assieme a Carl ella "salì le ripide e difficili scale con maggior facilità e leggiadria di me, che eppure portavo comode scarpe europee, mentre lei doveva camminare sulla suola manciù di 15 centimetri come se fosse davvero sui trampoli."
Si dice che Cixi abbia inventato il gioco da tavola "Otto fate viaggiano sul mare", che è ancor oggi noto col nome di "scacchi delle otto fate".

### Nei film
- Un film chiamato Amante dell'ultima imperatrice (慈禧秘密生活), girato nel 1995, si incentra sul suo cammino verso il governo dell'impero.
- Nel film di Bertolucci L'ultimo imperatore Cixi appare ormai anziana, sul letto di morte, quando incontra il piccolo erede Pu Yi, di soli tre anni. Alla sua morte le viene inserita in bocca una perla nera.
- Nel cartone francese Gemelli nel segno del destino Cixi, rappresentata come una tiranna desiderosa di conservare il potere, è l'antagonista principale della serie (seppur non interagisca mai con i protagonisti, il cui ruolo di persecutore è lasciato all'eunuco Po Dung). Alla fine dell'opera, a seguito di una rivolta popolare, viene costretta a rifugiarsi nel Palazzo d'Estate, mentre il popolo occupa la Città Proibita.
- Cixi è uno dei personaggi principali del film 55 giorni a Pechino (55 Days at Peking): un film storico del 1963 diretto da Nicholas Ray, Andrew Marton (accreditato come regista della seconda unità) e Guy Green (non accreditato), che narra le vicende della battaglia di Pechino combattuta durante la ribellione dei Boxer.